# Burgstall bei Stein an der Pfreimd
Der Burgstall bei Stein an der Pfreimd bezeichnet eine abgegangene mittelalterliche Höhenburg an der Staatsstraße 2157 etwa 900 m südwestlich der Kirche St. Matthäus von Stein, einem Gemeindeteil der oberpfälzischen Stadt Pfreimd im Landkreis Schwandorf. Er wird als Bodendenkmal unter der Aktennummer D-3-6439-0101 als „mittelalterlicher Burgstall“ geführt.

## Beschreibung
Der Burgstall liegt in einem Waldgebiet nördlich der Pfreimd. Der runde Burgplatz besitzt einen Durchmesser von 60 m und ist heute von Wald überwuchert. Der höchste Punkt des Burgstalls liegt etwa 8 bis 10 m höher als der Randbereich des Burgplatzes, der in Nord-West-Süd-Ost-Richtung gegen das darunterliegende Tal abfällt.